# Perry River (vattendrag i Australien, Queensland)
Perry River är ett vattendrag i Australien. Det ligger i delstaten Queensland, omkring 280 kilometer norr om delstatshuvudstaden Brisbane.
I omgivningarna runt Perry River växer huvudsakligen savannskog. Runt Perry River är det mycket glesbefolkat, med 3 invånare per kvadratkilometer. Genomsnittlig årsnederbörd är 1 178 millimeter. Den regnigaste månaden är mars, med i genomsnitt 261 mm nederbörd, och den torraste är september, med 20 mm nederbörd.